# Trigonophorus saundersi
Trigonophorus saundersi är en skalbaggsart som beskrevs av John Obadiah Westwood 1842. Trigonophorus saundersi ingår i släktet Trigonophorus och familjen Cetoniidae. Inga underarter finns listade i Catalogue of Life.